# Microrchestris
Microrchestris là một chi nhện trong họ Sparassidae.